# Oleg Stepanov
Oleg Sergeyevich Stepanov –en ruso, Олег Сергеевич Степанов – (Moscú, URSS, 10 de diciembre de 1939-Moscú, Rusia, 27 de febrero de 2010) fue un deportista soviético que compitió en judo.
Participó en los Juegos Olímpicos de Tokio 1964, obteniendo una medalla de bronce en la categoría de –68 kg. Ganó una medalla de bronce en el Campeonato Mundial de Judo de 1965, y dos medallas de oro en el Campeonato Europeo de Judo en los años 1965 y 1966.

## Palmarés internacional
| Juegos Olímpicos   | Juegos Olímpicos        | Juegos Olímpicos  | Juegos Olímpicos |
| Año                | Lugar                   | Medalla           | Categoría        |
| ------------------ | ----------------------- | ----------------- | ---------------- |
| 1964               | Tokio (Japón)           | Medalla de bronce | –68 kg           |
| Campeonato Mundial |                         |                   |                  |
| Año                | Lugar                   | Medalla           | Categoría        |
| 1965               | Río de Janeiro (Brasil) | Medalla de bronce | –68 kg           |
| Campeonato Europeo |                         |                   |                  |
| Año                | Lugar                   | Medalla           | Categoría        |
| 1965               | Madrid (España)         | Medalla de oro    | –63 kg (A)       |
| 1966               | Luxemburgo (Luxemburgo) | Medalla de oro    | –70 kg           |